# 暮れの酉
暮れの酉（くれのとり、本名非公開）は、日本の占術家、講師。 占い師専門プロダクションLuck Out所属。
オリジナル占術「鳳凰数術（ほうおうすうじゅつ）」の開祖。名前の画数と生年月日から鳳凰数を割り出し占う。
大阪の老舗占い館では19年間人気ナンバーワンであり、鑑定人数8万人以上の実績をもつ。

## 略歴
高校2年生の時、占いに興味を持つ。文化祭にてタロット占いを披露し行列ができたのをきっかけに本格的に占いを学び始める。
2002年に18歳にして大阪ミナミの老舗占い館「ジュピター」にてデビュー。「あとむ」の名で人気を博し、開店前からできる行列で彼の出演日がわかるという逸話を残す。
2019年より「暮れの酉」を名乗りTwitter上で活動を開始。
2020年11月より占いアカデミーで「こわくない四柱推命」の講師を始める。
2021年6月より高校の同級生である銀シャリ・鰻和弘と共にMBSラジオ「酉と鰻とうらナイト」のメインパーソナリティをつとめる。同9月に「ジュピター」を退店。同10月より占い師専門プロダクションLuck Outに所属、TBSテレビ「占いメガネ」にレギュラー出演。
2021年1月よりテレビ東京「占いリアリティSHOW どこまで言っていいですか？」にレギュラー出演。後継番組の「占いなんて信じない」にもレギュラー出演した。（〜2023年3月）
2022年12月 日本テレビ「スクール革命」にゲスト出演。出演者の運勢ランキングを発表。
2023年以降、特にYouTuberたちとのコラボレーションが増加している。その中でも注目されたのが、SixTONESのメンバーとの占いコラボレーション。暮れの酉が行ったメンバー占いは後に驚くほど的確であると評判となり、その的中率の高さが話題となった。
ファッション誌ELLE japon公式のYouTubeでは毎月の占いとしてレギュラー出演中

## 占術
- オリジナル占術「鳳凰数術（ほうおうすうじゅつ）」
- タロット
- 西洋占星術
- 四柱推命
- 手相
- 顔相
- 風水
- 易

## 出演

### テレビ
- 「 野爆うめだ@Fandango!」（2006年11月5日収録回、ヨシモトファンダンゴTV）
- 「笑っていいとも!」に人気占い師として出演（2008年1月、フジテレビ）
- 「占いメガネ」（2021年10月〜、TBSテレビ）
- 「占いリアリティSHOW どこまで言っていいですか？ 年末特番」（2021年12月28日、テレビ東京）
- 「占いリアリティSHOW どこまで言っていいですか？」（2022年1月～、テレビ東京）
- 「新春！よしもと大爆笑2022」（2022年1月1日、サンテレビ）
- 「春一番！笑売繁盛」（2022年1月4日、MBS）
- 「ミキBASE」（2022年1月17日、MBS）
- 「土曜のよんちゃんTV　最強開運日」（2022年3月、毎日放送）
- 「占いなんて信じない」(2022年10月7日〜2023年3月30日、テレビ東京)
- 「スクール革命！」（2022年12月25日、日本テレビ）
- 「ヒロミ・指原の“恋のお世話始めました”」（2023年8月、ABEMA）

### ラジオ
- 「酉と鰻とうらナイト」（2021年6月～、MBSラジオ）
- 「秋まつり2021」（2021年11月3日、MBSラジオ）
- 「ばんぱく宣言」（2022年1月3日、MBSラジオ）
- 「GROOVE LINE」（2022年1月6日、J-WAVE）
- 「めっちゃ！祭りnine.」（2022年1月16日、MBSラジオ）
- 「The BAY☆LINE」（2022年1月17日、ベイエフエム
- 「ACTUS」（2023年1月 FM FUJI）
- 「ACTUS」（2024年1月 FM FUJI）
- 「リモしるの体験版」（2024年1月 文化放送）

### 雑誌
- 占い雑誌「My Calendar 2021年夏号」タロット特集（2021年6月、説話社）
- 占い業界紙「Little Light」で「いとしの推し占術~四柱推命」（2021年7月、Little Light）
- CanCam.jp「2022年鳳凰数術占い」（2021年12月、小学館）
- SheGOLF 「暮れの酉鳳凰数術占い」（2022年10月〜、毎月連載中、実業之日本社）
- GLOW 「暮れの酉の2023年占い」（2022年12月、宝島社）
- リンネル.jp 「繊細さんのための２３年上半期の心の在り方、過ごし方」（2022年12月、宝島社）
- LEE　暮れの酉の「私を癒す毎日占い」鳳凰数術で開運アクション！　（2023年3月〜連載中、集英社）
- kufura「風水レイアウトテクニック」（2023年3月、小学館）
- CanCam.jp「2023年鳳凰数術占い」（2023年4月、小学館）
- Sweet占いムック2023下半期「鳳凰数術」（2023年5月、宝島社）
- LEE 7月号「“自己肯定感”が上がる鳳凰数術」（2023年6月、集英社）
- SPRiNG 7月号「幸せを掴み取るための2023年下半期ToDoリスト」（2023年6月、宝島社）
- リンネル.jp 「【毎月の運勢】暮れの酉さんの繊細さんに届けたい鳳凰数術占い」（2023年7月〜連載中、宝島社）
- TASTE MADE SWEETS COLLECTION「暮れの酉の鳳凰数術ースイーツで恋愛運アップー」（2023年10月〜2024年3月）
- ELLE 1月号「占い特集 2024年 鳳凰数術」（2023年11月28日発売、ハースト婦人画報）
- LEE 1・2月号「世界一やさしい！暮れの酉さんの“前を向ける”鳳凰数術」（2023年12月、集英社）
- LDKムック「2024年の占い本。」2023年12月
- 大人のおしゃれ手帖特別編集 幸せな運勢を読み解く「手相術」 (2024年1月、TJMOOK)
- PHPスペシャル　（2024年3月 PHP研究所）
- ELLE ７月号「占い特集 暮れの酉さんオリジナル数理占いで本当の願望を知る」（2024年5月28日発売、ハースト婦人画報）
- LEE 7月号（2024年6月7日発売、集英社）

### 書籍
- 「暮れの酉の繊細な人のための鳳凰数術占い」（2022/3/24、ヨシモトブックス）
- 「２択開運 - 選ぶたびに運が良くなる！ -」（2024/5/27、ワニブックス）
- 「自分らしい幸せを見つける! 手相の見かた」（2024/7/17、ナツメ社）

### イベント
- 「占いフェス ONLINE 2021 SUMMER」出演（2021年7月）
- 「神田明神プレミアム鑑定会」出演（2021年7月）
- 「占いフェス ONLINE 2022 NEWYEAR」出演（2022年1月）
- 「キムヒョンジュン　ファンミーティング」ゲスト出演（2023年9月）

### Webコンテンツ
- 「占いフェス」にて占いアトラクション「パンドラの万華鏡」を監修（2021年7月）
- 「占いTV」にて占いコンテンツを監修（2021年8月）
- 「Yahoo!占い」にて占いコンテンツを監修（2021年8月）
- 「au占い」にて占いコンテンツを監修（2021年9月）
- 「cocoloni 本格占い館」にて占いコンテンツを監修（2021年9月）
- 「BaseCamp」にてファンコミュニティ「実験小屋」を開始（2021年10月）
- 「楽天占い」にて占いコンテンツを監修（2021年10月）
- 「Ameba占い館SATORI」にて占いコンテンツを監修（2021年11月）
- 「LINE占い」にて占いコンテンツを監修（2021年11月）

## 占った有名人
五十音順・ABC順
- 愛美
- 秋山寛貴（ハナコ）
- 浅越ゴエ
- 亜生(ミキ)
- あの
- 彩羽真矢
- 荒牧慶彦
- 伊藤 彩沙
- 伊東健人
- 井上聡（次長課長）
- イワクラ（蛙亭）
- ヴァンビ（ヴァンゆん）
- 内田理央
- 鰻和弘（銀シャリ）
- 上泉雄一
- 大島由香里
- 太田博久（ジャングルポケット）
- 奥野史子
- おばらよしお（エグスプロージョン）
- 景井ひな
- 柏木由紀
- 金田 哲（はんにゃ.）
- 加納 (Aマッソ)
- 上國料萌衣（アンジュルム）
- 亀井希生
- 河合郁人（A.B.C-Z）
- 川口ゆりな
- 川島 章良（はんにゃ.）
- 川谷絵音（ゲスの極み乙女）
- かわにしみき
- 神田陸人（祭nine.）
- 菊地亜美
- 菊田竜大（ハナコ）
- 貴島明日香
- 喜矢武豊（ゴールデンボンバー）
- 休日課長（ゲスの極み乙女）
- GYUTAE
- 鬼龍院翔(ゴールデンボンバー)
- くっきー! (野性爆弾)
- 黒田有（メッセンジャー）
- kemio
- 皇治
- 昴生（ミキ）
- 河本準一（次長課長）
- 児嶋 一哉（アンジャッシュ）
- 五関晃一（A.B.C-Z）
- 小宮璃央
- 小森 隼（GENERATIONS from EXILE TRIBE）
- 近藤 春菜（ハリセンボン）
- 近藤光史
- 紗栄子
- 酒井健太（アルコ&ピース）
- 酒井 貴士（ザ・マミィ）
- 佐々木舞音
- 佐々木未来
- 佐藤景瑚（JO1）
- サーヤ（ラランド）
- 重森さと美
- 嶋佐和也（ニューヨーク）
- JUNE(ORβIT)
- SHUNYA(ORβIT)
- ショーゴ（東京ホテイソン）
- 末吉9太郎
- 整形アイドル轟ちゃん
- 関口メンディー（GENERATIONS from EXILE TRIBE）
- 染谷俊之
- そわんわん
- 高野渚
- 竹下玲奈
- たける（東京ホテイソン）
- 田中 一彦（スーパーマラドーナ)
- 為永幸音（アンジュルム）
- 樽美酒研二（ゴールデンボンバー）
- 辻元舞
- DJ KOO
- てんちむ
- 冨澤大智
- 中野周平（蛙亭）
- 中野佑美
- ナダル（コロコロチキチキペッパーズ）
- 西川忠志
- ニシダ（ラランド）
- 西野 創人（コロコロチキチキペッパーズ）
- 野嶋紗己子
- 野々田奏（祭nine.）
- 野村周平
- 橋本直（銀シャリ）
- 濵田崇裕（WEST.）
- 林田 洋平（ザ・マミィ）
- 日高里菜
- 雛形あきこ
- 平岩優奈
- 平子祐希（アルコ&ピース）
- ファーストサマーウイカ
- 福島暢啓
- 福本大晴（Aぇ! group）
- 藤田ニコル
- 藤本美貴
- 古川優奈
- ぷろたん
- 星野晴海（THE SUPER FRUIT）
- 本郷杏奈
- 本田仁美
- 正門 良規（Aぇ! group）
- まちゃあき（エグスプロージョン）
- 松井愛
- 松本勇輝（THE SUPER FRUIT）
- まるり
- 三上悠亜
- 三ツ廣政輝
- 武川智美
- 村上 (Aマッソ)
- 森崎アリス
- もーりーしゅーと
- 最上もが
- 屋敷裕政（ニューヨーク）
- 山本量子
- ゆうたろう (モデル)
- YUGO(ORβIT)
- ゆきりぬ
- ゆりいちちゃんねる
- 吉野北人（THE RAMPAGE from EXILE TRIBE）
- 與那城奨（JO1）
- 若井友希（i☆Ris）